# Cotroceni

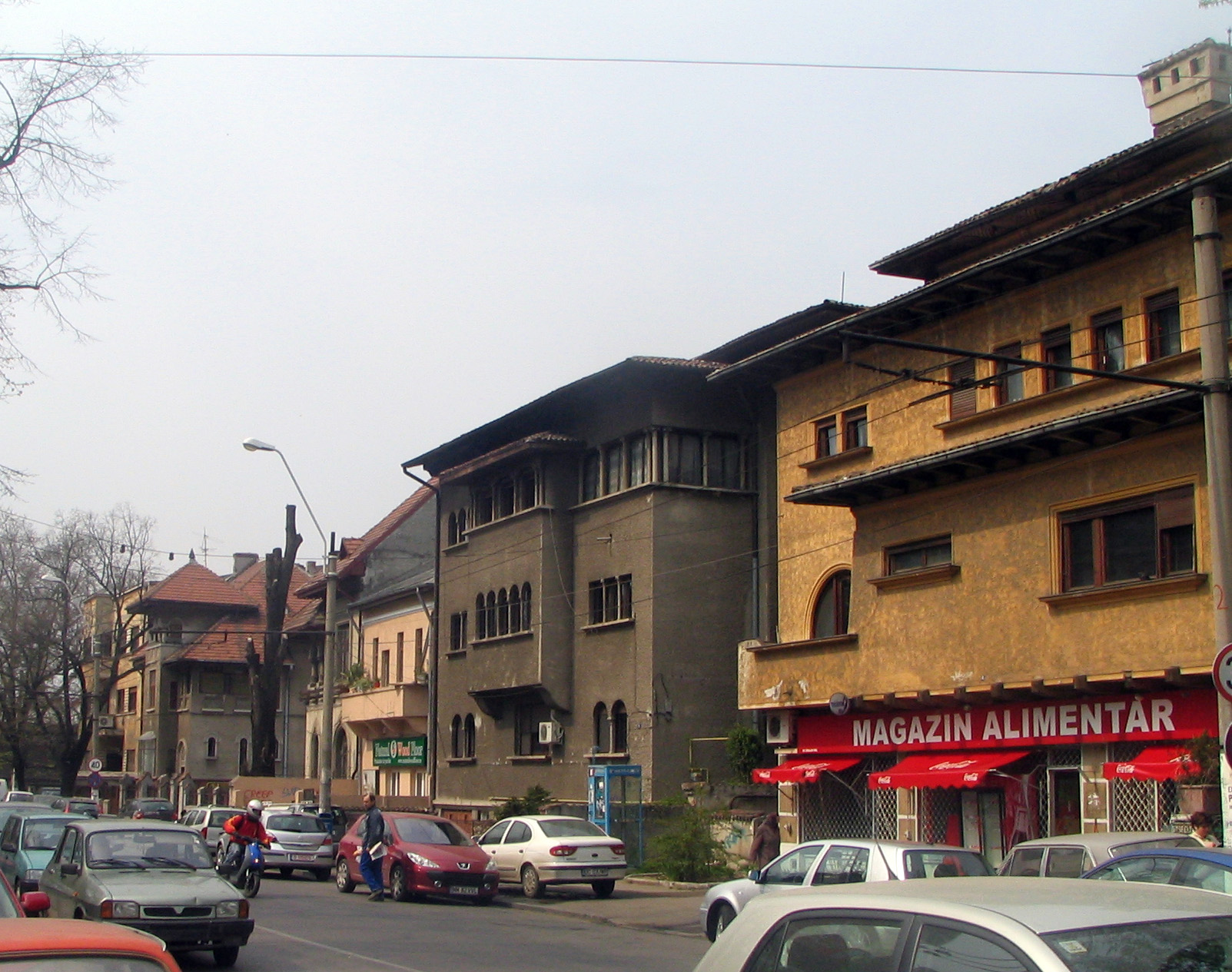
La mayoría de las casas de Cotroceni se construyeron entre las dos Guerras Mundiales.

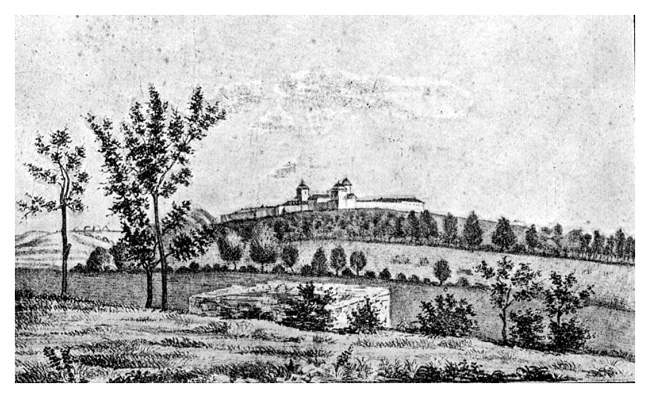
Monasterio de Cotroceni, 1860.

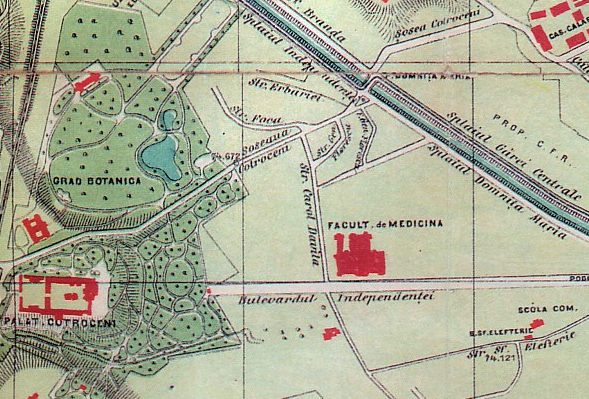
Mapa de la zona de Cotroceni, alrededor de 1895.

Cotroceni es un barrio situado en el Sector 6 de Bucarest, al oeste de la ciudad. Se extiende alrededor de la colina del mismo nombre.
Antiguamente, la colina de Cotroceni estaba cubierta por el bosque de Vlăsia, que cubría la mayor parte de la actual Bucarest. Aquí, Şerban Cantacuzino construyó un monasterio en 1679, que sería transformado en un palacio en 1888.
Las estaciones de metro más cercanas son Eroilor y Politehnica.

## Lugares de interés
- El Palacio de Cotroceni
- El Jardín Botánico de Bucarest
- La Universidad de Medicina y Farmacia Carol Davila
- El Edificio de la Ópera de Bucarest
- El Estadio de Cotroceni
- La Iglesia St. Elefterie
- La Casa Radio

- Datos: Q2554754
- Multimedia: Cotroceni / Q2554754